# Gran Piemonte 2017
Il Gran Piemonte 2017, centounesima edizione della corsa, valido come campionato nazionale in linea, si svolse il 25 giugno 2017 su un percorso di 236 km, con partenza da Asti e arrivo ad Ivrea. La vittoria fu appannaggio dell'italiano Fabio Aru, il quale completò il percorso in 5h52'31", alla media di 40,170 km/h, precedendo i connazionali Diego Ulissi e Rinaldo Nocentini.
Sul traguardo di Ivrea 48 ciclisti, su 117 partiti da Asti, portarono a termine la competizione.

## Ordine d'arrivo (Top 10)
| Pos. | Corridore         | Squadra            | Tempo    |
| ---- | ----------------- | ------------------ | -------- |
| 1    | Fabio Aru         | Astana Pro Team    | 5h52'31" |
| 2    | Diego Ulissi      | UAE Team Emirates  | a 40"    |
| 3    | Rinaldo Nocentini | Sporting Tavira    | s.t.     |
| 4    | Damiano Caruso    | BMC Racing Team    | s.t.     |
| 5    | Gianni Moscon     | Team Sky           | s.t.     |
| 6    | Marco Canola      | Nippo-Vini Fantini | a 48"    |
| 7    | Fabio Felline     | Trek-Segafredo     | s.t.     |
| 8    | Sonny Colbrelli   | Bahrain-Merida     | s.t.     |
| 9    | Matteo Trentin    | Quick-Step Floors  | s.t.     |
| 10   | Davide Rebellin   | Kuwait-Cartucho.es | a 50"    |